# Triclaria malachitacea
Il pappagallo panciablu (Triclaria malachitacea (von Spix, 1824) è un uccello della famiglia Psittacidae. È l'unica specie del genere Triclaria.